# Vykáň
Vykáň là một làng thuộc huyện Nymburk, vùng Středočeský, Cộng hòa Séc.